# Oh, What a Life
Oh, What a Life è il primo album in studio del gruppo rock statunitense American Authors, pubblicato nel 2014.

## Tracce
Testi e musiche di Zac Barnett, James Shelley, Dave Rublin, Matthew Sanchez, Shep Goodman e Aaron Accetta, eccetto dove indicato.
1. Believer – 3:03
2. Think About It – 3:04
3. Best Day of My Life – 3:14
4. Luck – 3:40
5. Trouble – 3:15
6. Hit It – 3:27
7. Home – 4:09
8. Love – 3:18
9. Heart of Stone – 3:07
10. Ghost – 2:55
11. Oh, What a Life (Barnett, Shelley, Rublin, Sanchez) – 3:41

Tracce bonus iTunes Store
1. Best Day of My Life (Acoustic) – 3:15

## Formazione
- Zac Barnett – voce, chitarra
- James Adam Shelley – chitarra, banjo, mandolino, cori
- Dave Rublin – basso, cori
- Matt Sanchez – batteria, cori

## Classifiche
| Classifica (2014) | Posizione raggiunta |
| ----------------- | ------------------- |
| Regno Unito       | 26                  |
| Stati Uniti       | 15                  |